# كوك ريد
كوك ريد (بالإنجليزية: Coke Stevenson Reed)‏ هو عالم حاسوب ورياضياتي أمريكي، ولد في 8 مارس 1940 في تكساس في الولايات المتحدة.